# Psammogeton involucratus
Psammogeton involucratus, eller radhuni' på Bengali (রাধুনি), är en växtart i släktet Psammogeton och familjen flockblommiga växter.
Arten är ettårig och härstammar från Indien och Sri Lanka. Den har även introducerats i Indokina, Indonesien och Filippinerna.
Växtens små torkade frukter används som krydda i det bengaliska köket (i Västbengalen och Bangladesh), fastän sällan i resten av Indien. Dess färska blad äts som kryddört i Thailand och den används medicinskt i Myanmar och på Sri Lanka.